# Robert von Holzknecht
Robert von Holzknecht, též Robert Holzknecht von Hort (2. dubna 1838 Tišnov – 12. července 1918 Vídeň) byl rakousko-uherský, respektive předlitavský státní úředník a politik, v letech 1908–1909 ministr spravedlnosti.

## Biografie
Studoval právo na Univerzitě ve Štýrském Hradci. V roce 1866 získal titul doktora práv. Od roku 1868 působil na zemském soudu ve Vídni. Od roku 1874 byl soudním adjunktem. V roce 1879 přešel na ministerstvo spravedlnosti, kde se roku 1881 stal ministerským tajemníkem. Dočasně byl zproštěn služebních povinností na ministerstvu a působil jako vychovatel prince v Portugalsku. V roce 1893 se vrátil na ministerstvo a dále v něm postupoval do vysokých úřednických pozic. V roce 1906 se stal sekčním šéfem ministerstva.
Vrchol jeho politické kariéry nastal, když se za vlády Richarda Bienertha stal ministrem spravedlnosti coby pověřený provizorní správce rezortu. Funkci zastával v období 15. listopadu 1908 – 10. února 1909.